# 경영대학원
경영대학원 또는 비즈니스 스쿨(business school) 또는 경영전문대학원은 국제적으로는 경영학 및 관련 과목을 가르치는 고등 교육 기관을 말하며, 경영학 학사 (BBA), 경영학 석사 (MBA, 경영학 전문석사), 경영학 박사 (DBA)를 부여하는 학교를 말한다. 미국에서는 대부분의 대학들이 경영학을 학부과정에서 제공하지 않아 경영학을 공부하려면 직장 경험을 쌓은 후 비즈니스 스쿨 MBA 과정에 진학해야 한다. 대한민국에서는 수료자에게는 석사 (경영학) 등의 학위를 수여하는 대학원의 석사 과정과 전문 인력 양성을 가리키는 경우가 많다. 그렇기 때문에 경영대학원(經營大學院)이라고 불린다.

## 국가별 경영대학원 목록

### 대한민국
다음은 2021년 기준 대한민국에 설립된 경영학 석사 이상 과정을 제공하는 교육 기관 일람이다.
| 명칭                | 대학         | 설립       | 구분 | 위치        | 비고 |
| ------------------- | ------------ | ---------- | ---- | ----------- | ---- |
| 경영대학원          | 가천         | 사립       | 특수 | 경기 성남   |      |
| 경영대학원          | 가톨릭       | 사립       | 특수 | 서울 서초   |      |
| 경영정책과학대학원  | 강릉원주     | 국립       | 특수 | 강원 강릉   |      |
| 경영대학원          | 강원         | 국립       | 특수 | 강원 춘천   |      |
| 경영전문대학원      | 건국         | 사립       | 전문 | 서울 광진   |      |
| 경영대학원          | 경북         | 국립       | 특수 | 대구 북구   |      |
| 경영대학원          | 경상국립     | 국립       | 특수 | 경남 진주   |      |
| 경영대학원          | 경희         | 사립       | 특수 | 서울 동대문 |      |
| 경영대학원          | 계명         | 사립       | 특수 | 대구 달서   |      |
| 경영대학원          | 공주         | 국립       | 특수 | 충남 공주   |      |
| 경영대학원          | 광운         | 사립       | 특수 | 서울 노원   |      |
| 경영대학원          | 국민         | 사립       | 특수 | 서울 성북   |      |
| 경영대학원          | 단국         | 사립       | 특수 | 경기 용인   |      |
| 경영전문대학원      | 동국         | 사립       | 전문 | 서울 중구   |      |
| 경영대학원          | 동국 (경주)  | 사립       | 특수 | 경북 경주   |      |
| 경영대학원          | 동서         | 사립       | 특수 | 부산 사상   |      |
| 경영대학원          | 동아         | 사립       | 특수 | 부산 서구   |      |
| 경영대학원          | 동의         | 사립       | 특수 | 부산 부산진 |      |
| 경영대학원          | 명지         | 사립       | 특수 | 서울 서대문 |      |
| 경영대학원          | 부경         | 국립       | 특수 | 부산 남구   |      |
| 경영대학원          | 부산         | 국립       | 특수 | 부산 금정   |      |
| 산업·경영대학원     | 부산외국어   | 사립       | 특수 | 부산 금정   |      |
| 경영대학원          | 삼육         | 사립       | 특수 | 서울 노원   |      |
| 경영대학원          | 상명         | 사립       | 특수 | 서울 종로   |      |
| 경영문화대학원      | 서경         | 사립       | 특수 | 서울 성북   |      |
| 경영전문대학원      | 서울         | 국립대법인 | 전문 | 서울 관악   |      |
| 경영대학원          | 서울시립     | 공립       | 특수 | 서울 동대문 |      |
| 경영대학원          | 성균관       | 사립       | 전문 | 서울 종로   |      |
| 기술경영전문대학원  | 성균관       | 사립       | 전문 | 경기 수원   |      |
| 경영대학원          | 세종사이버   | 사립       | 특수 | 서울 광진   |      |
| 경영대학원          | 수원         | 사립       | 특수 | 경기 화성   |      |
| 경영대학원          | 숭실         | 사립       | 특수 | 서울 동작   |      |
| 경영대학원          | 아주         | 사립       | 특수 | 경기 수원   |      |
| 경영대학원          | 영남         | 사립       | 특수 | 대구 남구   |      |
| 경영대학원          | 용인         | 사립       | 특수 | 경기 용인   |      |
| 경영대학원          | 우송         | 사립       | 특수 | 대전 동구   |      |
| 경영대학원          | 울산         | 사립       | 특수 | 울산 남구   |      |
| 경영대학원          | 원광         | 사립       | 특수 | 전북 익산   |      |
| 경영대학원          | 위덕         | 사립       | 특수 | 경북 경주   |      |
| 경영대학원          | 인제         | 사립       | 특수 | 경남 김해   |      |
| 경영대학원          | 인천         | 국립대법인 | 특수 | 인천 연수   |      |
| 경영대학원          | 인하         | 사립       | 특수 | 인천 남구   |      |
| 경영대학원          | 전북         | 국립       | 특수 | 전북 전주   |      |
| 경영행정대학원      | 전주         | 사립       | 특수 | 전북 전주   |      |
| 경영대학원          | 제주         | 국립       | 특수 | 제주 제주   |      |
| 경영대학원          | 조선         | 사립       | 특수 | 광주 동구   |      |
| 경영대학원          | 차의과학     | 사립       | 특수 | 경기 포천   |      |
| 경영대학원          | 창원         | 국립       | 특수 | 경남 창원   |      |
| 경영대학원          | 충남         | 국립       | 특수 | 대전 유성   |      |
| 경영대학원          | 충북         | 국립       | 특수 | 충북 청주   |      |
| 경영대학원          | 한국방송통신 | 국립       | 특수 | 서울 종로   |      |
| 경영대학원          | 한국외국어   | 사립       | 특수 | 서울 동대문 |      |
| 경영·국방전략대학원 | 한남         | 사립       | 특수 | 대전 대덕   |      |
| 경영대학원          | 한림         | 사립       | 특수 | 강원 춘천   |      |
| 경영대학원          | 한성         | 사립       | 특수 | 서울 성북   |      |
| 경영전문대학원      | 한양         | 사립       | 전문 | 서울 성동   |      |
| 경영대학원          | 한양사이버   | 사립       | 특수 | 서울 성동   |      |
| 경영대학원          | 호서         | 사립       | 특수 | 충남 천안   |      |
| 경영대학원          | 홍익         | 사립       | 특수 | 서울 마포   |      |

### 이탈리아
- 보코니 대학교#SDA Bocconi

## 같이 보기
- 대학원
- 경영학
- 경영학 학사
- 경영학 전문석사
- 경영학 박사
- 법학전문대학원
- 의학전문대학원
- 법무박사
- 의무박사